# 2525 О'Стін
2525 О'Стін (2525 O'Steen) — астероїд головного поясу, відкритий 2 листопада 1981 року.
Тіссеранів параметр щодо Юпітера — 3,181.